# 城南中院警察署
城南中院警察署（ソンナムジュンウォンけいさつしょ）は、京畿地方警察庁所管の警察署である。

## 管轄区域
- 城南市のうち中院区

## 沿革
- 1991年 - 開設

## 管轄地区隊
- ソンホ地区隊

## 管轄派出所
- 金光派出所
- 銀杏派出所
- 大院派出所
- 上大院2派出所